# Ten Stops
Ten Stops è un album del pianista jazz italiano Simone Locarni, pubblicato dall'etichetta discografica Dasè Sound Lab nel 2021 e prodotto da Paolo Bellani.

## Tracce
1. So It Goes (John Taylor) – 7:23
2. Tempo Sospeso (Andrea Dulbecco) – 5:15
3. Ten Stops (Simone Locarni) – 5:45
4. Beautiful Love (Victor Young) – 6:41
5. Wheeler Suite (Kenny Wheeler) – 16:42
6. Lontano (Andrea Dulbecco) – 3:02
7. Alla Fine (Simone Locarni) – 5:23
8. Wait Until Spring (Simone Locarni) – 1:56
9. I Fall In Love Too Easily (Jule Styne) – 5:43

## Formazione
- Simone Locarni - pianoforte
- Andrea Dulbecco - vibrafono
- Riccardo Fioravanti - basso
- Bebo Ferra - chitarra (tracce 1,3,4,7,9)